# Arnór Össurarson
Arnór Össurarson (m. 1247) fue un abad del monasterio de  Þykkvabæjar, Islandia, entre 1232 y 1247, reemplazando a Hallur Gissurarson quien había sido asignado al monasterio de Helgafell. Dimitió poco antes de su muerte y le sucedió Brandur Jónsson.